# Glenn Snyders
Glenn Snyders (ur. 7 kwietnia 1987 roku w Klerksdorp) – nowozelandzki pływak, uczestnik letnich igrzysk olimpijskich z lat 2008, 2012 i 2016.
Jest jednym z czterech pływaków z Nowej Zelandii, który wystąpił na trzech igrzyskach olimpijskich.

## Życiorys

### Wczesne życie
Urodził się w RPA, skąd w wieku dwunastu lat przeprowadził się do Australii do miasta Auckland. Od młodych lat rodzice zapisywali go za zajęcia pływackie. Posiada wykształcenie wyższe, które ukończył na kierunku sportu i rekreacji na Auckland University of Technology.

### Początki pływania
Snyders rozpoczął karierę na głównej międzynarodowej scenie pływackiej w roku 2005 - rywalizował na Mistrzostwach Świata 2005, 2006, 2007, 2009, 2011 i 2013 oraz na Igrzyskach Wspólnoty Narodów 2006, ale nie zdobył międzynarodowego medalu do 2008 roku, kiedy to był członkiem sztafety 4 × 100-metrowej na Mistrzostwach Świata, gdzie udało im się wywalczyć miejsce na podium. 

### Dalsza kariera

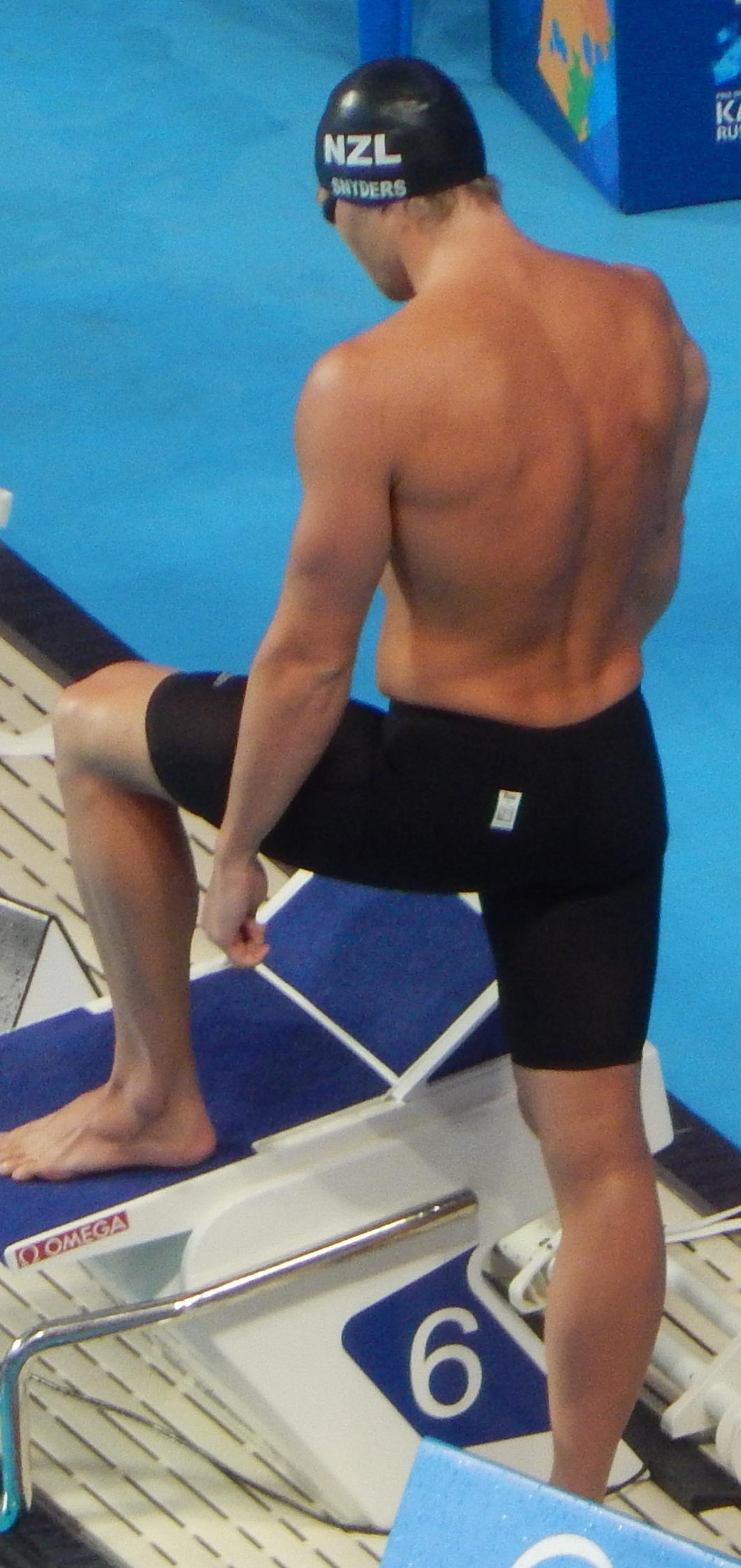
Snyders w czasie Mistrzostw w Kazaniu (2015)

W 2015 podczas Mistrzostw świata w Kazaniu w konkurencji 50 metrów stylem dowolnym zajął 6. miejsce w eliminacjach, zaś w finałowym wyścigu uzyskał czas 27,37 i zajął 7. miejsce. Na dystansie 200 metrów zajął 23. miejsce.

### Igrzyska olimpijskie
Brał udział w trzech kolejnych igrzyskach: w 2008 roku na 100 metrów stylem klasycznym odpadł w eliminacjach, zaś na dystansie 200 metrów stylem dowolnym skończył na 16 miejscu.
W 2012 na dystansie 100 metrów stylem klasycznym z czasem 1:00, 15 ukończył na 15 miejscu, zaś na 200 metrów klasycznym ukończył z czasem 2:11,14.
W Rio de Janeiro w 2016 również odpadł w półfinałach na obu dystansach, uzyskując podobne co cztery lata wcześniej wyniki.

### Nagrody i rekordy
Posiada rekordy Nowej Zelandii na dystansach 50, 100 i 200 metrów stylem klasycznym.

### Życie osobiste po karierze sportowej
18 października 2016 roku ogłosił ukończenie kariery sportowej. Obecnie mieszka w Los Angeles ze swoją żoną Jenny.